# Netizen
Netizen (z angl. net - síť a citizen - občan) je termín, který v anglosaském a odtud i v euroatlantickém světě označuje osobu aktivní na sociálních sítích nebo na internetu obecně, která se od prostého uživatele internetu liší tím, že pojímá internet jako důležitou společenskou platformu a aktivně se podílí na jejím utváření, popularizaci a dostupnosti. Některé jazyky používají vlastních křížových novotvarů, např. v němčině Netzbürger (z něm. Netz - síť a Bürger - občan), v ruštině сетя́нин (sjeťánin z rus. сеть - sjeť - síť a гражданин - graždanin - občan), ačkoli rozšířenější je slovo интернетчик (internetčik), které je obsaženo i v Národním korpusu ruského jazyka.
Do češtiny by se dal výraz převést jako webčan, užívaný je termín kyberobčan, který ale implikuje spíše využití internetové prostředí k občanským aktivitám a online jednání se státní správou a samosprávou. Jeho podsložkou je také tzv. kliktivista.
Termín netizen se používá pro ty uživatele internetu, kteří se zapojují do zdokonalování internetu, jenž je pro ně intelektuálním a sociálním prostředím nebo jsou aktivní v občanských hnutích za otevřený přístup, neutralitu sítě a svobodu projevu. Termín byl přijat širší odbornou veřejností v polovině 90. let jako způsob, jak popsat ty, kteří obývají novou geografii internetu. O vytvoření a popularizaci termínu se zasloužil internetový průkopník a autor Michael F. Hauben.